# Bonellitia superstes
Bonellitia superstes är en snäckart som beskrevs av Harold John Finlay 1930. Bonellitia superstes ingår i släktet Bonellitia och familjen Cancellariidae. Inga underarter finns listade i Catalogue of Life.